# Isabella Gilmore
Isabella Gilmore (nascida Isabella Morris; Londres, 17 de julho de 1842 – Dorset, 15 de março de 1923) foi uma religiosa anglicana britânica que destacou-se por seus trabalhos sociais.

## Vida e obra

### Vida inicial e casamento
Nascida em 17 de julho de 1842, em Woodford Hall, Woodford, um subúrbio de Londres no condado de Éssex, Isabella foi a oitava entre os dez filhos do contador William Morris e de Emma Morris. Ela era a irmã mais nova do escritor e ativista William Morris. Seu pai faleceu quando ela tinha apenas 5 anos.
A infância de Izzy, como sua família a chamava, foi feliz. Durante seus anos na pré-escola, sua educação foi supervisionada por uma governanta. Em seguida, ela frequentou uma escola particular em Brighton e um internato para meninas em Clifton, próximo a Bristol. Após concluir sua educação aos dezessete anos, conheceu seu futuro marido, Arthur Hamilton Gilmore, um oficial da Marinha Real, em um baile de debutantes, com quem se casou em 18 de setembro de 1860. Em novembro de 1882, Archie, como Isabella chamava seu marido, faleceu de meningite. Eles não tiveram filhos. Viúva, ela mudou-se para a casa de sua mãe.

### Ministério e legado
Após enviuvar-se foi convidada e consagrada ao diaconato pelo Bispo Anthony Thorold (1826–1895) em 1886. Aproveitando de seu treinamento como enfermeira, Gilmore começou trabalhar com pobres, enfermos e advogando direito de esposas e filhos. Invés de defender a criação de uma ordem monástica, cria que o ministério diaconal deveria ser parte fundamental na estrutura paroquial. Isabella aposentou-se em 1906, mas continuou a demonstrar um forte interesse pelo papel das diaconisas e manteve-se como uma defensora das mulheres na igreja.

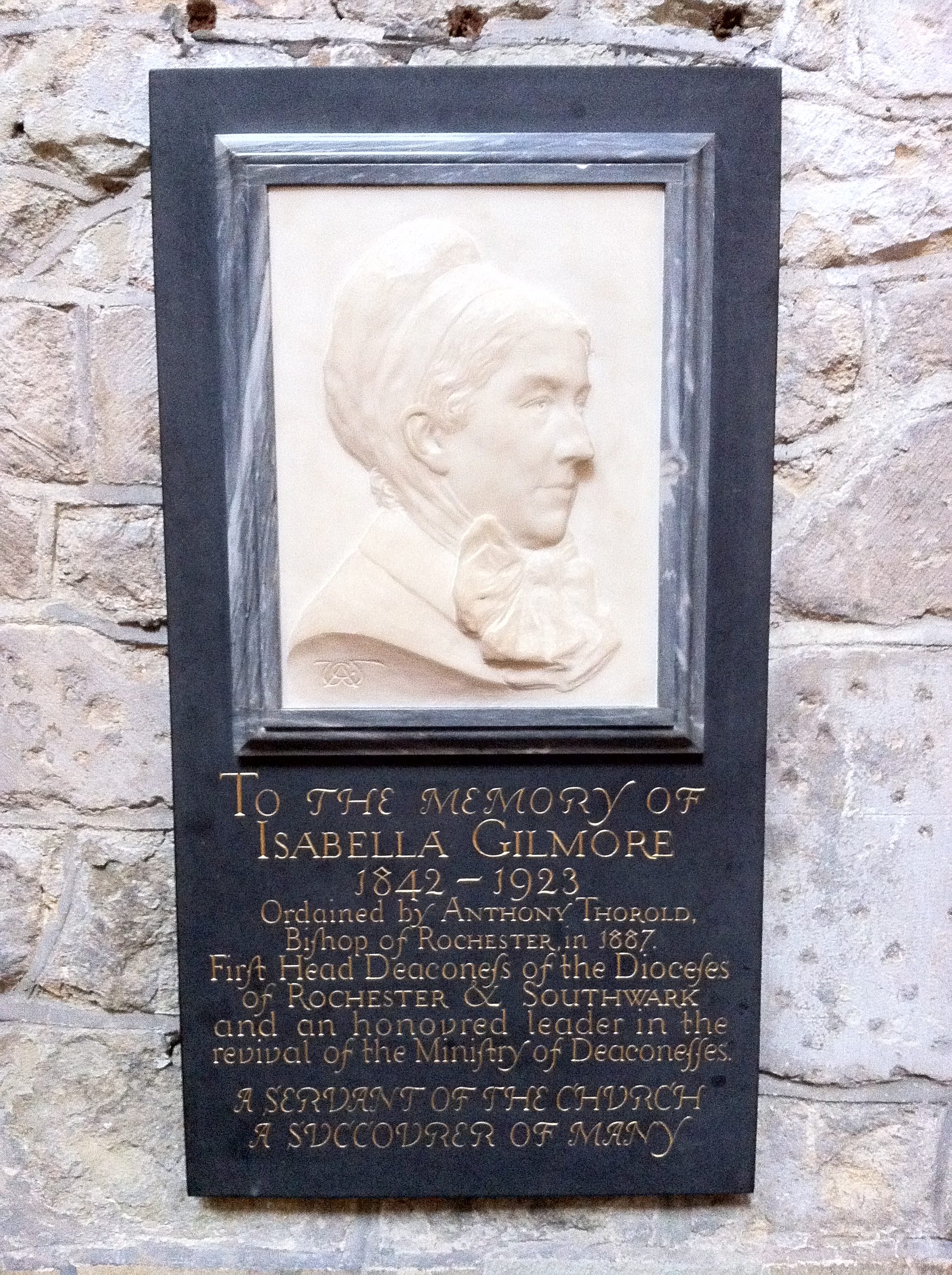
Memorial a Isabella Gilmore na Catedral de Southwark

Os vinte anos de trabalho de Gilmore inspiraram iniciativas similares em outras igrejas ao redor do mundo, consolidando a diaconia feminina na Comunhão Anglicana, rendendo-lhe sua inclusão no Calendário dos Santos da Igreja Anglicana, celebrada no dia 16 de abril.
No dia 24 de maio de 2024, uma placa azul comemorativa foi inaugurada em homenagem a Gilmore na Gilmore House, onde ela viveu e treinou diaconisas de 1891 até sua aposentadoria em 1906, em Clapham Common Northside.

## Morte
Isabella Gilmore morreu em sua casa em Dorset, no dia 15 de março de 1923, aos 81 anos. Ela foi enterrada no cemitério em Lyme Regis, próxima ao seu esposo. Depois de sua morte, um monumento foi erguido em sua memória na Catedral de Southwark.